# Аршак Эпифан
Аршак Эпифан — тронное имя вероятного царя Парфии, правившего в начале I века до н. э.

Личное имя этого вероятного парфянского царя, именующего себя на монетах ΒΑΣΙΛΕΩΣ ΜΕΓΑΛΟΥ ΑΡΣΑΚΟΥ ΕΠΙΦΑΝΟΥΣ ΦΙΛΕΛΛΗΝΟΣ ΕΥΕΡΓΕΤΟΥ, неизвестно. Время его правления относится к отличающимся политической нестабильностью и раздробленностью так называемым «тёмным годам» в истории Парфии, о которых почти нет упоминания в источниках. Р. Л. Манасерян со ссылкой на Д. Сэллвуда указывает на обнаруженную вавилонскую табличку, датируемую апрелем 75 года до н. э. Сам Д. Сэллвуд отметил, что Аршак Эпифан чеканил тетрадрахмы, сходные с поздними монетами Митридата II. Однако, в отличие от Митридата II, чьим титулом был «царь царей» - ΒΑΣΙΛΕΩΣ ΒΑΣΙΛΕΩΝ ΜΕΓΑΛΟΥ, Аршак Эпифан именует себя только «великим царём».